# Птичево
Пти́чево (болг. Птичево) — село в Тирговиштській області Болгарії. Входить до складу общини Омуртаг.

## Населення
За даними перепису населення 2011 року у селі проживали 208 осіб, з них 206 осіб (99,5%) — турки.
Розподіл населення за віком у 2011 році:
Динаміка населення: